# 寿光院 (徳川頼房の側室)
寿光院（じゅこういん、慶長8年6月16日（1603年7月24日） - 元禄3年11月21日（1690年12月21日））は常陸水戸藩主徳川頼房の側室。実名は耶々（やや）。姓は藤原氏。

## 概要
慶長8年6月16日、興正寺18世・准尊の長女として生まれた。母は萩藩藩祖毛利輝元の養女（宍戸元秀の娘）・古満姫。元禄3年11月21日、87歳で死去。

## 子女
- 三女：棄
- 六女：小良（清因尼） - 英勝寺初代住持
- 五男：松平頼隆 - 石岡松平家の祖
- 八男：松平頼泰 - 長倉松平家の祖
- 七女：利津 - 山野辺義堅室
- 十一男：雑賀重義 - 雑賀重次養子